# マルキア水道
マルキア水道（マルキアすいどう、ラテン語: Aqua Marcia）は古代ローマの水道（ローマ水道）で、法務官クィントゥス・マルキウス・レクスによりBC144年からBC140年に造られた施設。古代ローマ末期に機能停止したが、1586年にマルキア水道の施設の多くを流用する形で再建されたフェリクス水道として、現在まで機能している。

## 概要
マルキア水道の水源は、ローマから91km離れたアニオ川上流域で、現在の町でいえばアルソリとアーゴスタ付近である。地下水路と水道橋を経由してローマに至り、ティブルティーナ門でアウレリアヌス城壁を越えて市街地に入り、新アニオ水道やクラウディア水道などと共に市街地東部の区域に給水していた。水は、まず市街地北部のヴィミナーレの丘まで引き入れられ、そこからチェリオの丘、アヴェンティーノの丘、パラティーノの丘、カンピドリオの丘に向けて配水されていた。
水道の建設工事費はBC146年に勝利したコリントスの戦いと第三次ポエニ戦争の戦利品から捻出された。当初予算は180,000,000セステルティウスであった。また、BC33年には初代皇帝アウグストゥスの腹心のアグリッパが、その後アウグストゥス自身がマルキア水道の拡張工事を行っていることがティブルティーナ門の碑文により分かっている。
ローマ水道の技術書の著者でありローマ水道長官でもあったフロンティヌスによれば、数度に及ぶ拡張工事後における水量は1日あたり187,600m3で、古代ローマ水道の中で2番目の水量であったという。また、冷たく清浄な水だというローマ市民の評価であったという。水道の全長は91.3km（61.7105ローマ・マイル）で、そのうち80.3km（54.2475ローマ・マイル）は地下の導水渠を、11km（7.463ローマ・マイル）は地上の導水渠で構成されていた。ローマより7マイルストーンの場所からは全て地上の導水管となり、0.78km（0.528ローマ・マイル）は構造物内に、9.6km（6.472ローマ・マイル）は水道橋上の導水渠を経由していた。なお、この区間では高さの高いものから順にユリア水道、テプラ水道、マルキア水道と垂直に重ねられて同じ水道橋の上に載せられてローマ市内まで達している。また、水量は187,600m3/日（4,690クイナリア）であった。

## 導水渠の経路

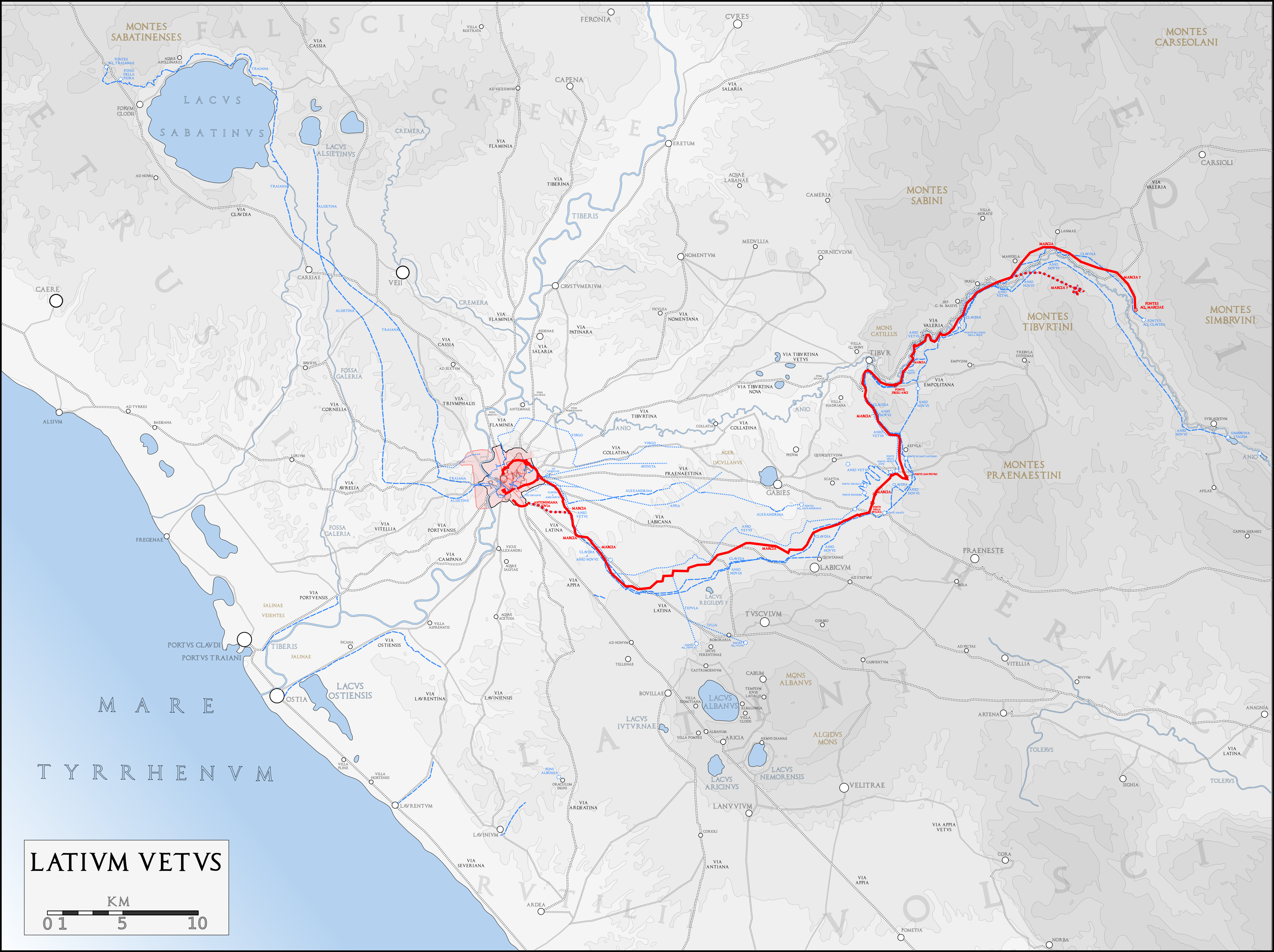
マルキア水道の水源からの経路（赤線）

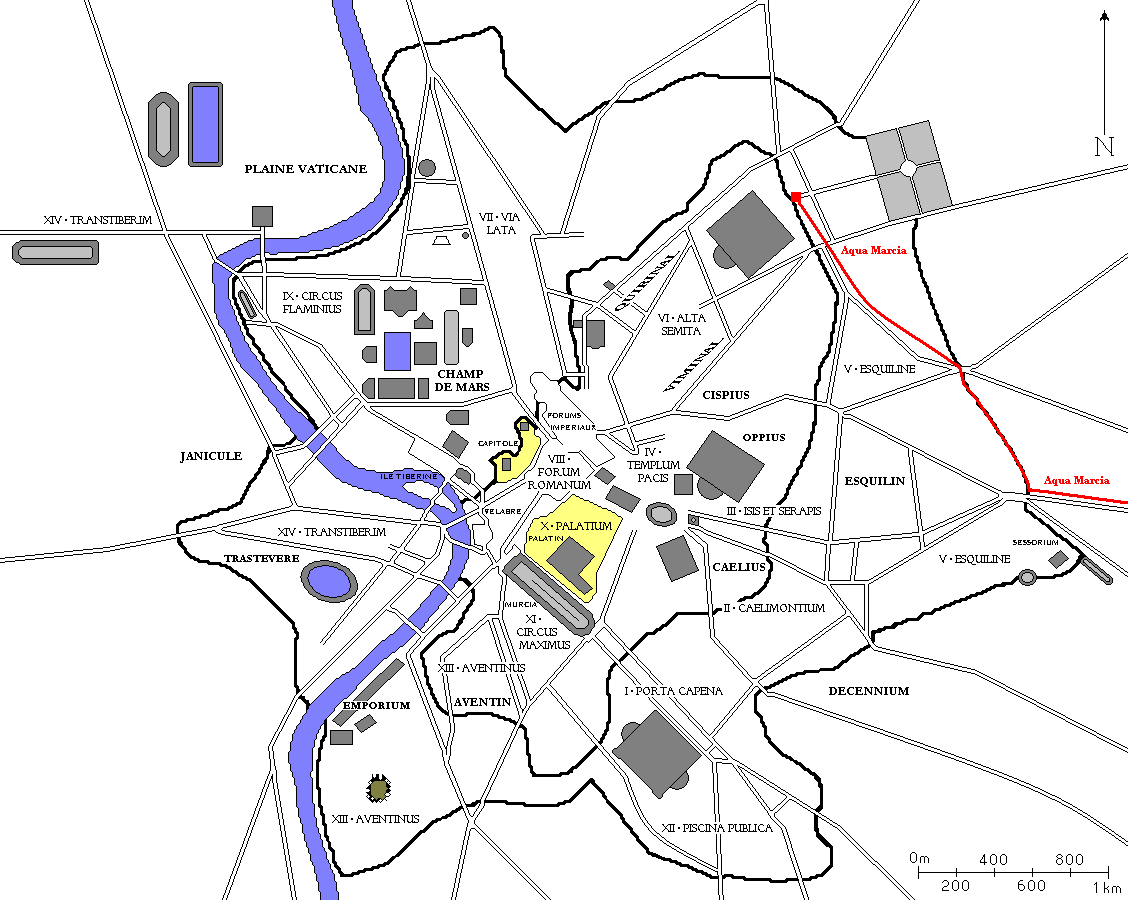
マルキア水道のローマ市内における経路（赤線）

### 給水先
フロンティヌスによれば、公共施設への給水量が全体に占める割合は少なく、およそ4分の3は飲用水として使われており、その内訳は私邸への給水が49.3%、公共用水場への給水が23.2%であったという。
給水先の著名な施設としては次のようなものがある
- カラカラ浴場（途中で分岐したAqua Antoninianaを経由して給水）
- ディオクレティアヌス浴場